# Гей-прайд (Хельсинки)

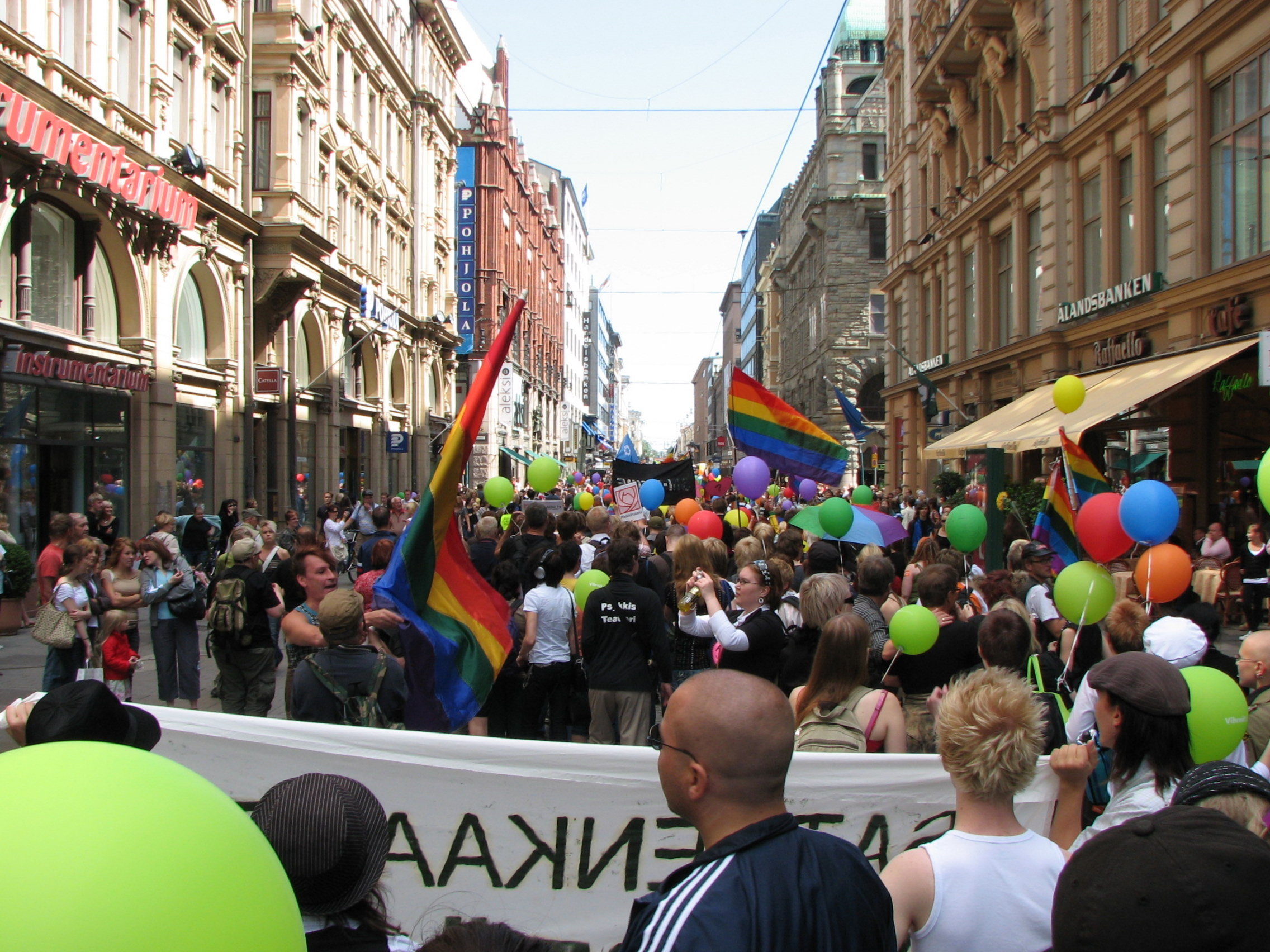
Гей-прайд в Хельсинки. 2007 год.

Хельсинкский гей-прайд (фин. Helsinki Pride) — ежегодный гей-прайд, проводимый в столице Финляндии городе Хельсинки и являющийся публичным мероприятием в поддержку толерантного отношения к геям, лесбиянкам, бисексуалам и трансгендерам (ЛГБТ), а также прав человека и гражданского равноправия для всех людей вне зависимости от сексуальной ориентации и гендерной идентичности.
Прайд проходит с понедельника по пятницу и заканчивается в последнюю субботу июня.
В период проведения прайда с 2010 года избирается Mr. Gay Finland, а с 2013 года — Miss Gay Finland.

## История
История проведения гей-прайда в Финляндии берёт своё начало с 1975 года, со времени основания финской правозащитной организации SETA Ry.
Организованное шествие по улицам Хельсинки проводится с 2006 года.
В 2010 году в манифестации участвовало около 5 тысяч человек, а своё покровительство мероприятию оказал министр иностранных дел Александр Стубб. За нападение на участников гей-прайда, проявившееся в распылении перцового газа и нанесении повреждений 88 людям, к уголовному наказанию в виде 4 месяцев условного заключения были привлечены трое 20-летних мужчин. Президент Финляндии Тарья Халонен осудила действия нападавших, заявив: «Потребовались большие усилия в течение многих десятилетий до того, как представители сексуальных меньшинств стали верить, что мы все действительно уважаем права человека и право свободно определять свою сексуальную ориентацию. Атака против гей-парада нанесла вред международной репутации Финляндии в качестве цивилизованной и толерантной страны.». Также министр по вопросам миграции Астрид Турс осудила нападение на процессию.

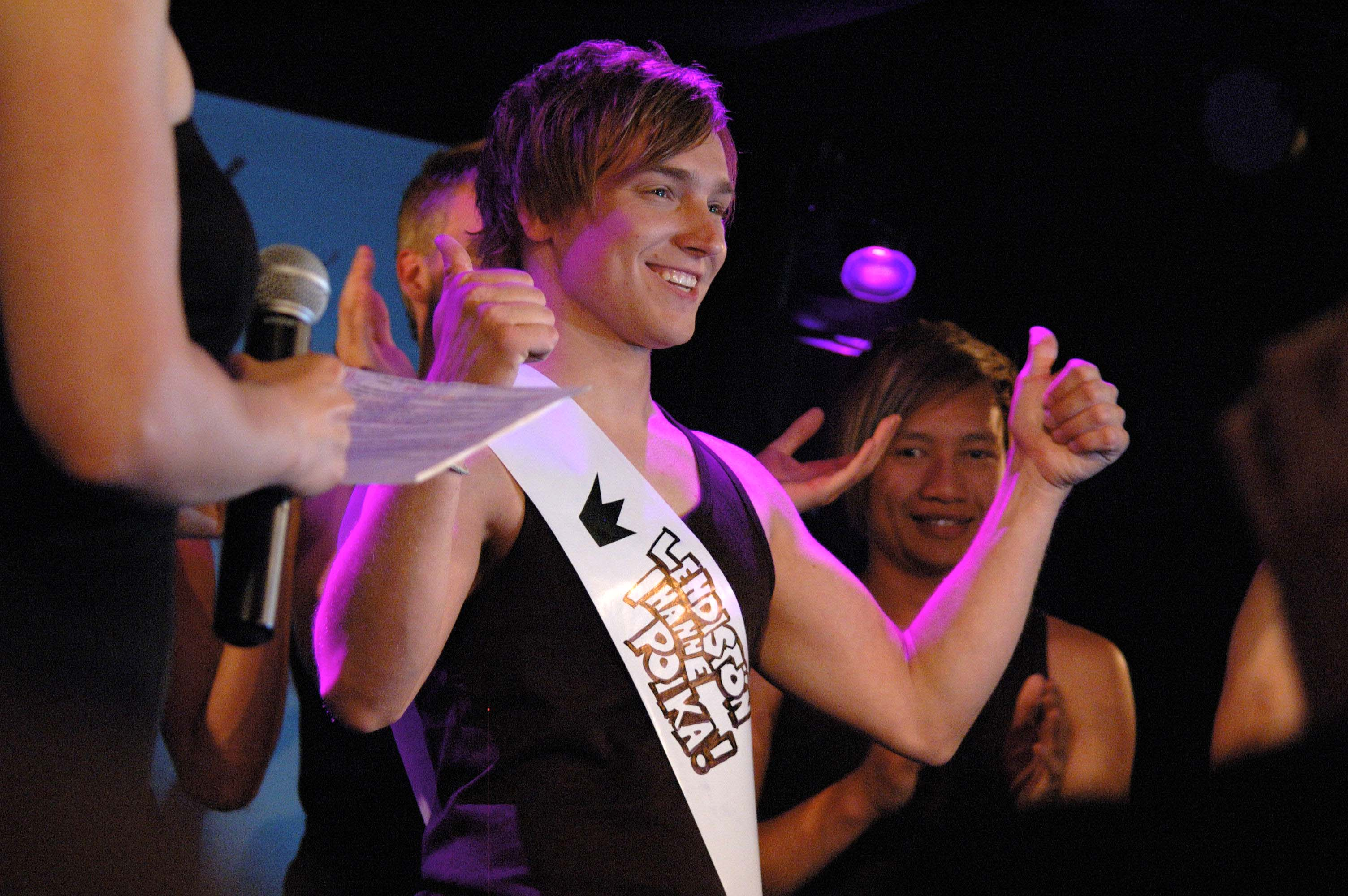
Первый победитель Mr. Gay Finland — Кеннет Лиукконен (2010) в клубе DTM

В 2012 году, по оценке полиции, в шествии в защиту прав сексуальных меньшинств в Хельсинки участвовало 7-8 тысяч человек. Своё покровительство мероприятию оказал министр культуры и спорта Пааво Архинмяки, высказавшийся за прекращение дискриминации сексуальных меньшинств в спорте. За нападение на процессию был задержан один мужчина, забрасывавший участников шествия яйцами.
В 2013 году мероприятия в поддержку толерантного отношения и равноправия к секс-меньшинствам начались 24 июня и завершились в субботу 29 июня парадом и открытым празднованием, а также концертом на свежем воздухе в парке Хакасалми. Свою поддержку мероприятию оказала омбудсмен по делам меньшинств в Финляндии Эва Биодэ. К проводимому прайду был приурочен выход на экраны нового документального фильма финского режиссёра Сусанны Хелке «American Vagabond» («Американский бродяга»). Прошедший 21 сентября 2013 года в Хельсинки в качестве альтернативы «Гетеро-прайд» собрал всего лишь двадцать человек.
В 2014 году неделя защиты прав сексуальных меньшинств прошла с 22 по 29 июня, официальную поддержку мероприятию оказала член финляндского парламента, бывший министр труда Тарья Филатова. 28 июня в Хельсинки прошёл ежегодный традиционный парад Helsinki Pride, в нём участвовало рекордное количество человек — около 20 тысяч.
В 2015 году неделя прошла с 22 по 27 июня. В ней также приняли участие организаторы единственного в России ЛГБТ-кинофестиваля «Бок о бок». В субботнем параде участвовало около 20 тысяч человек, а мероприятия в парке Кайвопуйсто посетили 25 тысяч.
В 2016 году прайд прошёл с 25 июня по 2 июля, а финальное мероприятие в честь закрытия состоялось на базе культурной площадки «Кабельный завод». 29 июня в Хельсинки в рамках недели открылись Евроигры — крупнейшее спортивное мероприятие Европы в поддержку ЛГБТ-сообщества. По оценке полиции, в субботнем шествии участвовало около 30 тысяч человек. В связи с участием в параде военнослужащего старшего сержанта Юхо Пюлвяняйнена, возникла широкая дискуссия об уместности использования в подобного рода мероприятиях военной формы. В этой связи начальник пресс-службы Оборонительных сил Финляндии Ян Энгстрём дал разъяснение, что военнослужащие сами принимают решение о ношении военной формы.
Темой прайд-недели 2017 года, проходившей с 26 июня по 2 июля, стала «Свобода и ответственность», которая берёт начало в праздновании столетия независимости Финляндии. Участие полиции в официальных мероприятиях прайда, по словам инспектора полиции Монса Энквиста, должно было быть направлено «на борьбу с преступлениями на почве ненависти». В рамках недели состоялась презентация сборника документальных историй Евгении Монастырской «ЛГБТ-семьи в России: реальные истории».
В 2018 году неделя прайда, темой которого стал голос, прошла с 25 по 30 июня и завершилась воскресным шествием 1 июля в котором приняло участие до ста тысяч человек. Гостями стали известные финские представители сексуальных меньшинств, среди которых – певица Саара Аалто, депутат от партии «Зеленых» Яни Тойвола и Youtube-блогер Тууре Боэлиус.